# Мальцовы
Мальцовы (также Мальцевы) — несколько дворянских родов, из которых два столбовых (один из них записан в Гербовник).

## Происхождение и история рода
Опричниками Ивана Грозного числились Григорий и Поздняк Андреевич Мальцовы (1573).
Род, записанный в Гербовник, происходит от Богдана Афанасьевича Мальцова, записанного в Черниговской десятне в числе дворян и детей боярских (1634). Его сыновья Автомон, Кирей и Юрий служили по Чернигову городовыми дворянами (1670). Юрий и его сын Василий позже служили по Рыльску. Их потомки, богатые заводчики, Аким и Фома Мальцовы (14.08.1775) подтверждены в дворянском достоинстве предков. Дети первого, Сергей и Иван Акимовичи Мальцовы, были также утверждены в дворянстве (05.08.1788). По смерти И. С. Мальцова, фамилия его передана племяннику его, Юрию Степановичу Нечаеву (1881).
Другой столбовой род Мальцовых чуть старше (XVI век), служил, в частности, по Шацку. К нему относился Елизар Данилович Мальцев (ум. в июле 1570), который в марте-сентябре 1558 и в мае-сентябре 1559 был отправлен послом в Ногайскую орду, а затем был казнён Иваном IV Васильевичем Грозным.
Различные роды Мальцовых (Мальцевых) внесены в родословные книги губерний: Астраханской, Воронежской, Калужской, Курской, Московской, Оренбургской, Орловской, Полтавской, Рязанской, Саратовской, Симбирской, Харьковской и Ярославской.

#### Известные представители
- Мальцов Семён — разрядный подьячий (1627).
- Мальцов Алексей Мамлеев — мещёрский городовой дворянин (1627—1629).
- Мальцов Иван Алексеевич — московский дворянин (1676—1677)[3].

## Промышленники Мальцовы
Основатель династии промышленников Мальцовых — Василий Васильевич Мальцов-большой. Начинал своё дело глава семьи черниговских дворян Василий в качестве компаньона оборотистых купцов Дружинина и Аксёнова, пригласивших для расширения дела «гостиной сотни города Ряжска торгового человека» Василия Мальцова. В 1723 году они основали в пустоши Ширяево близ села Новое Можайского уезда Московской губернии стекольный завод, выпускавший бутыли (вёдерные и полуведёрные), оконное и зеркальное стекло. В 1730 году после смерти компаньонов он становится главным содержателем фабрик, а в 1743 году, после смерти своего младшего брата (Василия Меньшого), — полным её хозяином.
В конце 30-х годов XVIII века стекольное производство Мальцовых стало одним из крупнейших и известнейших в России. После смерти Василия Мальцова фабрика разделена между его сыновьями Александром и Акимом — в Можайском уезде и Василий — в Карачевском. Два других сына, Иван и Григорий, занялись торговлей и впрямую к стекольному делу отца не были причастны.
В 1747 по указу Сената все стекольные фабрики должны были быть перенесены на расстояние не менее 200 верст от Москвы. В ноябре 1750 года Александру Васильевичу Мальцову дано разрешение на перенос хрустальной и стеклянной фабрик из сельца Новое в Радутино в 500 верстах от Москвы, а Аким Васильевич Мальцов решил обосноваться в Мещёрском крае. Уже в 1756 году на месте выкупленного им села Никулино на речке Гусь вырос новый стекольный завод, давший начало знаменитому на весь мир Гусевскому хрустальному заводу. Сюда же перебрались лучшие мастера стекольного дела со своими семьями, образовался большой рабочий посёлок, сейчас город Гусь-Хрустальный.
В 1760-е годы Фома Васильевич Мальцов, следуя успеху брата, тоже начинает активно развивать стекольное производство. В 1764 году Фома основал стеклянную и хрустальную фабрику при речке Ястреб (Судогодская ф-ка), а в 1775 году — Золотковскую фабрику в сельце Золоткове, которая делала посуду «хрустальную со шлифовкой, рисовкой и мулевкой». К началу XIX века Фома Мальцов владел пятью заводами, расположенными во Владимирской губернии.
В середине 60-х годов XVIII века дальнейшее расширение мальцовских предприятий встретилось с серьёзными затруднениями. По указу Екатерины II лица недворянского происхождения не имели права на покупку недвижимого имущества и заведение фабрик. Предприимчивые Мальцовы, вспомнив старинную родословную, стали хлопотать о возвращении в дворянское сословие и добились своего. Таким образом, Аким Васильевич, Фома Васильевич, а также дети Ивана Васильевича (родного брата Акима) — инспектор таможни в Кременчуге Василий Иванович Мальцов и его брат, коллежский регистратор Савва Иванович Мальцов, как прямые потомки Богдана Афанасьевича сына Мальцова, вернули себе дворянское достоинство предков. В 1788 роду был пожалован герб, который был внесён в VII часть Гербовника.
Переход в дворянское сословие давал огромные возможности для промышленного предпринимательства. Мальцовы скупали громадные земельные, лесные угодья, крестьян, тем самым закладывая основы для строительства будущих фабрик. К концу XVIII века семейство Мальцовых владело 16-ю заводами.
В 1785 году после смерти Акима Васильевича Мальцова его вдова Марья Васильевна выкупила у Евдокии, вдовы Александра Васильевича Мальцова, Радицкую и Карачевскую фабрики и решила расширить производство. В 1790 году в лесу поблизости от деревни Дятьково Марья Васильевна построила стекольный и хрустальный завод, продукция которого уже в 1796 году не уступала изделиям славившегося тогда Гусевского хрустального завода.
В 1798 году предприятие перешло Ивану Акимовичу Мальцову, при котором в России создаётся целая промышленная империя с центром в Дятьково. Дело отца в 1853 году продолжил сын Сергей. В мальцовском заводском округе на землях Калужской, Орловской и Смоленской губерний трудились 100 тысяч человек, производя машины всех видов, стройматериалы, мебель, сельхозпродукты и т. д. Там даже ходили свои деньги, была своя полиция, своя железная дорога в 202 версты и своя система судоходства. Для содержания и развития своих владений Сергей Иванович Мальцов в 1875 году учредил Мальцовское промышленно-торговое товарищество с правлением в Дятьково.
После смерти Акима Васильевича Мальцова заводом в Гусе некоторое время управляла его жена, а затем старший сын — Сергей Акимович Мальцов. При нём постепенно увеличивающееся вместе с заводом село стало называться Гусь-Мальцевским. После него заводом владел его сын Иван Сергеевич, единственный участник дипломатической миссии в Персии оставшийся в живых. В качестве компенсации России за произошедшую трагедию Персия разрешила ему беспошлинную торговлю хрусталём, что способствовало не только расширению производства, но и созданию новых технологий: производству изделий золотистого и серебристого цветов, имевших больший спрос в Азии.
Иван Сергеевич Мальцов также делает производство стекла более дешёвым, переняв опыт у чешских мастеров. Благодаря этому изделия Гусевского хрустального завода приобретают всё большую популярность как в России, так и за её пределами. Они удостаиваются высших наград на всероссийских выставках и даже бронзы на Всемирной выставке в США. До 1860 г. Мальцевы выпускали более половины совокупного объёма стекольной продукции, а после 1860 г., когда рынок стал более конкурентным, занимали пятую долю рынка.
Сравнимую прибыль (50-60 %) давало в то время только новое для России свекольно-сахарное производство. Экономическая блокада Англии, главного поставщика тростникового сахара, послужила толчком развития новой отрасли. Отсутствие поставок сладкого сырья вынудил искать пути его замены, и тут заводчики обратили внимание на сахарную свёклу. Иван Акимович Мальцов выстроил первый в России паровой сахарный завод в Любохне, а к 1857 г. среди активов династии было уже девять сахарных заводов, на которых вырабатывалось 27 950 пудов сахара в год.
Но настоящий прорыв был связан с промышленным переворотом, на волне которого Мальцевы основали сначала паровозостроительное, а затем и машиностроительное производство. В этом большая заслуга Сергея Ивановича Мальцова, который создал на землях Орловской, Калужской и Смоленской губерний целую промышленную империю, о которой журналист В. И. Немирович-Данченко писал: «Тут работают более ста заводов и фабрик; на десятках образцовых ферм обрабатывается земля... Тут люди пробуравили землю и, как черви в орехе, копошатся в ней, вынося на свет Божий скрытые богатства; отсюда добрая часть нашего отечества снабжается стеклом, фаянсом, железом, сталью, паровозами, вагонами, рельсами, паркетами, всевозможными машинами, земледельческими орудиями... Здесь нет роскоши и излишеств, нет и нищеты, нет голодовок». В 1894 году, после его смерти, было создано Акционерное общество Мальцовских заводов.

## Описание герба
В щите, имеющем красное поле крестообразно положены две шпаги острыми концами вверх (изм. польский герб Пелец), и над оными изображена восьмиугольная серебряная звезда.
Щит увенчан дворянскими шлемом и короной. Нашлемник: три страусовых пера. Намёт на щите красный, подложенный серебром. Герб рода Мальцовых внесён в Часть 7 Общего гербовника дворянских родов Всероссийской империи, стр. 85.